# Arrels mortes
Arrels mortes és un drama en tres actes, original de Joan Puig i Ferreter, estrenada al teatre Romea de Barcelona, la nit del 2 d'octubre de 1906. Puig i Ferrater havia començat a escriure l'obra el 1902.
L'acció passa durant l'estiu, en un poble del Camp de Tarragona.

## Repartiment de l'estrena
- Senyora Virgínia: Carme Parreño
- Claudi Pradell: Antoni Piera
- Josep Pradell: Iscle Soler
- Paula: Adela Clemente
- Rosalia: Carme Jarque
- Teresa: Antònia Baró
- Abdon: August Barbosa
- Veïna: Montserrat Faura
- Una dona: Pilar Forest